# Borsod-Abaúj-Zemplén vármegye védett természeti értékeinek listája
A települések által helyileg védetté nyilvánított természetvédelmi területeket és természeti emlékeket tartalmazza. A vármegyét érintő, de országos védelmet élvező értékeket lásd a Magyarország védett természeti területeinek listáján.
- Abaújkér, Mihály bácsi nyárfája
- Abaújszántó, Sátor-hegy, Krakó, Sólyom-tető, Bánya-tető
- Bódvarákó, Mocsárciprusok
- Boldogkőújfalu, Kőtenger
- Boldogkőváralja, Kastélypark
- Borsodivánka, Kastélypark
- Egerlövő, Mocsárrét és erdő
- Füzérkajata, Kovásodott fatörzsek
- Golop, Kastélypark
- Harsány-Kisgyőr közötti völgy
- Kéked,

1. Kastélypark
2. Továbbképző intézet parkja

- Kisgyőr, Galya
- Komjáti, Tölgyfák
- Megyaszó és Monok, Opálváltozatok
- Miskolc,

1. Boldogasszony papucsa-termőhely
2. Égeres növénytársulás a Majális parkban
3. Fenyőcsoport az avasi Mély-völgyben
4. Gárdonyi Művelődési Ház parkja
5. Dr. Greutter István egyedi fa- és növénygyűjteménye
6. Dr. Kovács Miklós rózsagyűjteménye
7. Miskolc-tapolcai parkrendszer
8. Mocsárciprus a Júnó szálló előtt
9. mocsárciprus a Szatmári Király Pál utcában
10. Miskolc-tapolcai Kis-köves
11. Vár utcai gesztenyefasor
12. Vár utcai törökmogyorófák

- Miskolc–Bükkszentlászló, Mexikóvölgyi Kőszál-oldal
- Pácin, Kastélypark
- Ragály, Kocsányos tölgy
- Sajósenye, Idős nagylevelű hársfa
- Sajóörös, Törökmogyorófa
- Sály, Latorvár
- Sárospatak,

1. Iskolakert
2. Mandulás növényvilága
3. Megyerhegyi tengerszem
4. Várkert

- Sátoraljaújhely,

1. Diana-fák
2. Háromhonvéd-fák
3. Mária-fa
4. Kazinczy Múzeum parkja
5. Sátor-hegy törésvonala

- Sima, Tölgyfa
- Szemere, Kastélypark
- Taktabáj, Kastélypark
- Tarcal, Takta-holtágak
- Tiszaújváros, Tiszapalkonyai tölgyfák
- Zádorfalva, Zádori fasor
- Ziliz, Tölgyfa